# 발람 체인라이
발람 체인라이(बलराम चैनराई)는 홍콩의 기업인이자 잉글랜드 프리미어리그의 포츠머스 FC의 구단주이다.

## 일생과 경력
원래는 네팔 출신으로 아버지를 따라 홍콩에서 자랐고, 2010년 1,700만 파운드에 전 주인이던 사우디아라비아의 알리 알 파라지로부터 잉글랜드 프리미어리그의 포츠머스 FC를 인수하였다.
체인라이는 포츠머스 FC의 구단 정상화 후 구단을 매각할 예정이며 거의 100만 파운드의 돈을 들여 구단 경기장인 프래턴 파크를 임대하였다.

## 같이 보기
- 포츠머스 FC